# Willi Gohl
Willi Gohl (* 23. Dezember 1925 in Gossau ZH; † 16. Februar 2010 in Küsnacht ZH) war ein Schweizer Dirigent, Chorleiter und Komponist.

## Leben
Willi Gohl, Sohn des Lehrers Walter Gohl, liess sich zuerst zum Lehrer ausbilden. Später studierte er an der Musikhochschule (Konservatorium) Zürich Schulgesang und Schulmusik bei Ernst Hörler und Klavier bei Alfred Baum. Zudem liess er sich im In- und Ausland zum Dirigenten ausbilden. Im Orchester der Kammermusiker Zürich war er Solo-Cembalist.
Nach zehn Jahren Unterricht an der damaligen Töchterschule Zürich widmete er  sich ausschliesslich dem Beruf des Musikers. 1954 gründete er den «Singkreis Zürich», mit dem er an zahlreichen offenen Singen, Symposien, Konzerten und Veranstaltungen der Föderation Europa Cantat teilnahm. Von 1959 bis 1986 leitete Gohl die Musikschule und das Konservatorium Winterthur, das zu einer bedeutenden Schweizer Musikhochschulen wurde. 1969 erhielt er den Preis der Winterthurer Carl Heinrich Ernst-Kunststiftung. 
Bekannt wurde Gohl vor allem durch seine offenen Singen in der ganzen Schweiz, die oft im Radio übertragen wurden, sowie die kommentierten Sinfoniekonzerte. Gohl war zuerst Präsident und später Ehrenpräsident des Schweizer Musikrats. 1986 erhielt Willi Gohl die Hans-Georg Nägeli Medaille der Stadt Zürich.
1975 brachte Gohl zusammen mit Anne Diekmann  im Diogenes Verlag Das Grosse Liederbuch mit 204 deutschen Volks- und Kinderliedern heraus. Illustriert wurde es von Tomi Ungerer. Sein bekanntester Kanon, Ein heller Morgen ohne Sorgen, ist in das schweizerische Liedgut eingegangen.

### Familie
1952 heiratete Gohl die Sängerin Verena Müller. Oft traten die beiden zusammen auf: sie als Solistin in seinen Chorkonzerten, er als Pianist an ihren Liederabenden. Die beiden erhielten 1980 den Kulturpreis der Stadt Winterthur. Ihre drei Töchter und zwei Söhne sind alle ebenfalls musikalisch tätig. Sein Sohn Michael ist Chorleiter und war Leiter der Musikschule in Zollikon. Teese Gohl arbeitet in den USA als Komponist, Dirigent und Produzent für Filmmusik. Käthi Gohl ist als Cellistin international tätig. Andreas Gohl-Alvera studierte am Konservatorium Winterthur und unterrichtet an der Musikschule Zürcher Oberland und am Gymnasium Unterstrass in Zürich. Er spielt Klavier, Cembalo und Akkordeon. Gesangsbegleitung, Chor-Korrepetition und Chorleitung ergänzen seine Unterrichtstätigkeit.
Seine letzte Lebenszeit verbrachte Willi Gohl in einer Pflegeeinrichtung in Küsnacht, wo er im Alter von 84 Jahren verstarb.